# خلف عبد الصمد خلف
خلف عبد الصمد خلف عضو مجلس النواب العراقي عن ائتلاف دولة القانون ومحافظ البصرة الأسبق.

## عن حياته
ولد الدكتور «خلف عبد الصمد خلف» عام 1952 في مدينة البصرة، وينحدر من أسرة ميسورة
اكمل دراسته الابتدائية والثانوية في منطقة المعقل، وحصل على شهادة البكالوريوس في جامعة البصرة كلية الزراعة قسم الأسماك والثروة البحرية.
شغل الدكتور خلف عبد الصمد منصب مساعد باحث علمي في قسم الاسماك، وكان أول تعيين له، حسب قانون العشرة الأوائل في ذلك الحين

## الاعتقالات
اعتقل عدة مرات على يد النظام البعثي، وكان أول استدعاء له من قبل الأجهزة الأمنية القمعية عام 1974 من قبل دائرة أمن المعقل في البصرة على أثر حملة الاعتقالات التي جرت في محافظة الديوانية.
وسرعان ماقام الجهاز الأمني باعتقاله عام 1977 وحتى عام 1978، وقبع في السجن مدة عام ونصف العام في معتقل الفضيلية السيء الصيت في العاصمة بغداد 
اعتقله عناصر جهاز الأمن، واودعه لايام معدودة في سجن دائرة أمن التنومة الواقعة بالقرب من جامعة البصرة عام 1980
اعتقل مجددا من قبل دائرة أمن الثورة في بغداد، وقام بتسفيره إلى دائرة أمن بغداد، ومن ثم سفر إلى دائرة أمن العمارة، وبعدها رحل إلى دائرة أمن البصرة، وليعاد تسفيره مجددا إلى مديرية الأمن العامة في بغداد عام 1982
حكم عليه بالسجن المؤبد عام 1983 من قبل محكمة الثورة في بغداد
أطلق سراحه بعد قضاء مدة 10 سنوات في سجن أبو غريب وفق الأحكام الخاصة المغلقة عام 1991

## في المهجر
غادر الدكتور خلف عبد الصمدالعراق عام 1992 إلى الأردن، وهاجر بعدها إلى هولندا، واستقر فيها بعنوانلاجيء سياسي، وكانت أول خطواته لمتابعة مشواره العلمي من اجل الحصول على شهادة الماجستير في جامعة فاخنكن عام 1993، وحصل عليها عام 1995
ترأس المركز الثقافي الإسلامي، ومنصب مدير مدرسة الزهراء في مدينة أوترخت عام 1995، وعلى منصب الأمين العام لمجلس الجمعيات العراقية عام 1996

## العودة إلىالعراق
عاد إلى العراق بعد إسقاط نظام الرئيس صدام حسين
حصل على شهادة الدكتوراه عام 2009

## مناصب تولاها بعد 2003
الأمين العام لمؤسسة الشهيد في البصرة
```
رئيس قسم الاعلام في 
جامعة البصرة
```

رئيس مؤسسة الشهداء وبدرجة وزير من قبل رئاسة الوزراء
نائبا في مجلس النواب العراقي عام 2010 عن محافظة البصرة وحصل على وحصل على 35710 صوتا 
محافظا لمحافظة البصرة عام 2011
حصل على 131000 صوت في الانتخابات المحلية عام 2013 وبأعلى عدد اصوات من بين المرشحين لكنه لم يوفق في الحصول على دورة ثانية كمحافظ للبصرة 
أصبح رئيسا لمجلس محافظة البصرة
عاد عضوا في مجلس النواب العراقي في الانتخابات العراقية 2014 وحصل على 126000 صوت ليكون بذلك خامس الاعلى المرشحين اصواتا على مستوى العراق والأول على مستوى البصرة